# Blah Blah Blah (EP)
Blah Blah Blah es el segundo EP del DJ holandés y productor discográfico Armin van Buuren. Fue lanzado el 8 de junio de 2018 por Armada Music y Armind.

## Lista de canciones
| N.º | Título                                                                | Escritor(es)                 | Duración |  |
| 1.  | «Blah Blah Blah» (Armin van Buuren)                                   |                              | 3:04     |  |
| 2.  | «The Last Dancer» (Armin van Buuren vs. Shapov)                       | Armin van Buuren, Shapov.    | 3:30     |  |
| 3.  | «Just As You Are» (Armin van Buuren presents Rising Star Feat. Fiora) | Armin van Buuren, Fiora.     | 2:56     |  |
| 4.  | «Popcorn» (Armin van Buuren vs. Alexander Popov)                      | Van Buuren, Alexander Popov. | 3:23     |  |

| Bonus Track y deluxe edition |                                                     |               |          |  |
| N.º                          | Título                                              | Escritor(es)  | Duración |  |
| 5.                           | «Blah Blah Blah (A cappella)» (By Armin van Buuren) | A. van Buuren | 1:30     |  |

| Versión Extendida (descarga digital) |                                                                       |                              |          |  |
| N.º                                  | Título                                                                | Escritor(es)                 | Duración |  |
| 1.                                   | «Blah Blah Blah» (Armin van Buuren)                                   |                              | 6:06     |  |
| 2.                                   | «The Last Dancer» (Armin van Buuren vs. Shapov)                       | Armin van Buuren, Shapov.    | 6:06     |  |
| 3.                                   | «Just As You Are» (Armin van Buuren presents Rising Star Feat. Fiora) | Armin van Buuren, Fiora.     | 6:06     |  |
| 4.                                   | «Popcorn» (Armin van Buuren vs. Alexander Popov)                      | Van Buuren, Alexander Popov. | 5:16     |  |